# Tysklands herrlandslag i landhockey
Tysklands herrlandslag i landhockey representerar det tyska landhockeyförbundet (DHB) i internationella turneringar. Laget har funnits sedan man deltog i olympiska spelen 1908, och förlorade med 0-4 mot Skottland samt slog Frankrike med 1-0.

## Framgångar
- olympiska sommarspelen 1972 guld[3]
- olympiska sommarspelen 1992 guld

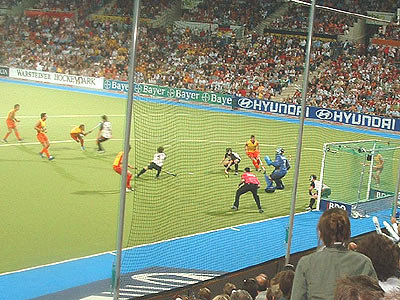
Tyskland (vit tröja, svarta byxor) i semifinalen mot Spanien vid världsmästerskapet 2006

- olympiska sommarspelen 2008 guld
- olympiska sommarspelen 2012 guld
- olympiska sommarspelen 2024 silver
- världsmasterskap 1973 brons
- världsmasterskap 1975 brons
- världsmasterskap 1982 silver
- världsmasterskap 1986 brons
- världsmasterskap 1998 brons
- världsmasterskap 2002 guld
- världsmasterskap 2006 guld
- rekordvinnare (6 framgångor) för Europamästerskap (1970, 1978, 1991, 1995, 1999, 2003)
- rekordvinnare (9 framgångor) för FIH Champions Trophy (1986, 1987, 1988, 1991, 1992, 1995, 1997, 2001, 2007)
- (IHF Champions Trophy  6 x silver och 6 x brons )
- indoor världsmasterskap 2003 guld [4]
- indoor världsmasterskap 2007 [5]
- rekordvinnare inomhus-Europamästerskap (12 framgångor) [6]
- Utsedda till "Årets lag" 1963, 1972, 1992 och 2008

## Tränare
- Klaus Kleiter (1974–1990)
- Paul Lissek (1990–2000)
- Bernhard Peters (2000–2006)
- Markus Weise (seit 2006)

### Funktionärer
| Funktion     | Name             |
| tränare      | Markus Weise     |
| co-tränare   | Stefan Kermas    |
| co-tränare   | Andrew Meredith  |
| team-manager | Jochen Heimpel   |
| teamläkare   | Dr. Rainer Koll  |
| sjukgymnast  | Mario Plesse     |
| sjukgymnast  | Andreas Papenfuß |
| psykolog     | Arno Schimpf     |

Den 6 november 2006 efterträdde Markus Weise Bernhard Peters. Peters gick efter världsmasterskapet 2006 till Fußball-Bundesliga-klubb TSG 1899 Hoffenheim. Efterföljare Weises (före:tränare damlandslag) är Michael Behrmann. 